# 中兴路 (上海)

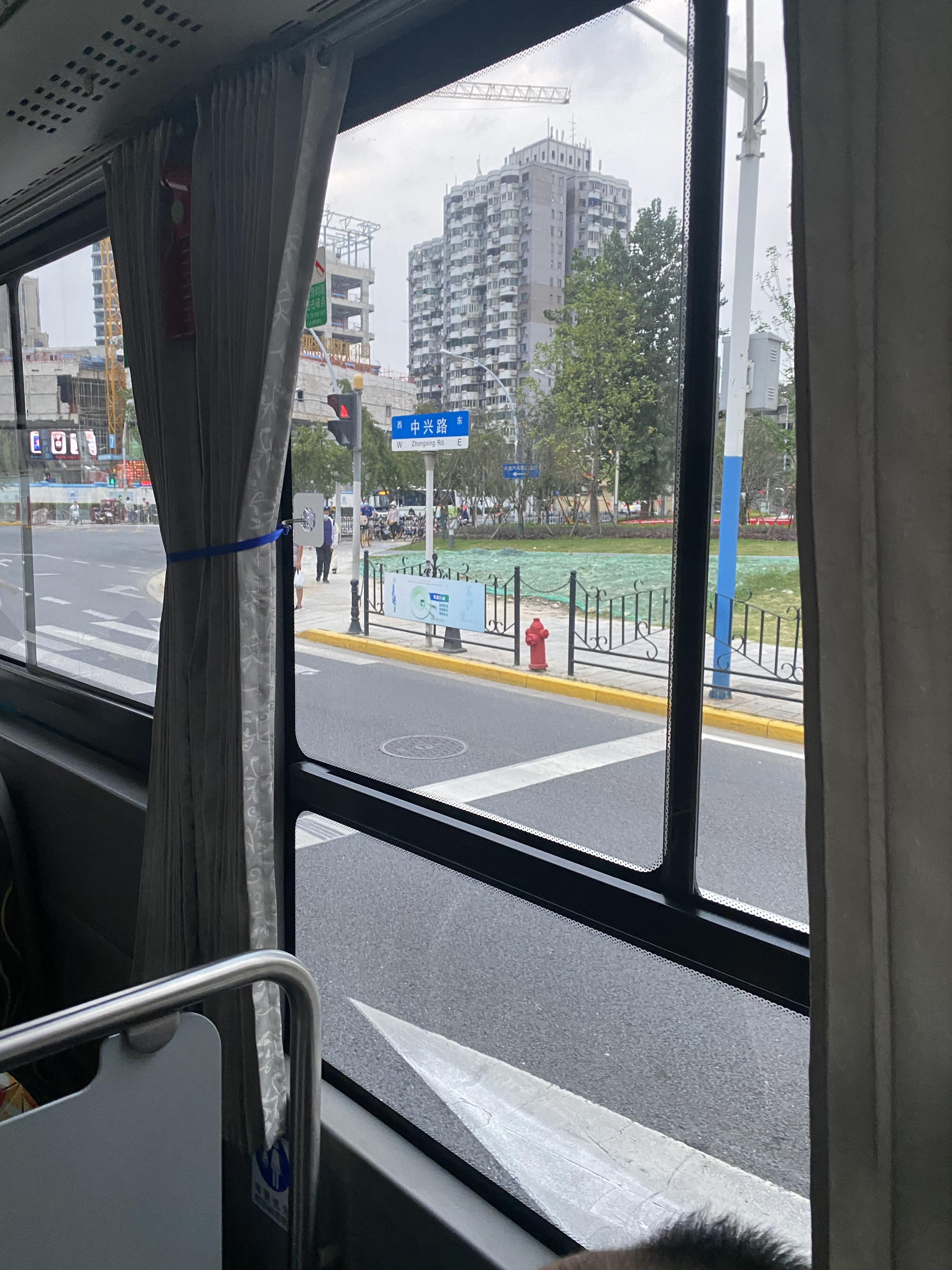
中興路路牌

中兴路是中華人民共和國上海市靜安區與虹口區的一條道路，西起交通路，東至横浜路。全長3305米。最初中興路西段是虬江的河道，東段為横浜的河道。中華民国元年（1912年），虬江一部分被填埋，修建中興路西段，中華民国10年（1921年），横浜被填埋，修建中興路東段，並起名中兴路，寓意中華振興。中華民国16年（1927年）为纪念中華民國國父孙中山更名中山路。中華民国19年（1930年）修建中山北路时，恢复原名中興路。